# Yttre Utstenarna
Yttre Utstenarna är öar i Finland. De ligger i Bottenhavet eller Norra kvarken och i kommunen Korsnäs i den ekonomiska regionen  Vasa i landskapet Österbotten, i den västra delen av landet. Öarna ligger omkring 48 kilometer sydväst om Vasa och omkring 350 kilometer nordväst om Helsingfors.
Arean för den av öarna koordinaterna pekar på är 17,6 hektar och dess största längd är 1 kilometer i nord-sydlig riktning. I omgivningarna runt Yttre Utstenarna växer i huvudsak blandskog.